# Augusto Olímpio Viveiros de Castro
Augusto Olímpio Viveiros de Castro (Alcântara, 27 de agosto de 1867 — São Paulo, 14 de abril de 1927) foi um promotor, professor, escritor e juiz brasileiro.

## Biografia
Filho do senador Augusto Olímpio Gomes de Castro e de Ana Rosa de Viveiros de Castro. Formou-se em Ciências Jurídicas e Sociais na Faculdade de Direito de Recife, recebendo o grau de bacharel em 1888.
Como professor lecionou na antiga Faculdade Livre de Direito do Rio de Janeiro, em 1907, as cadeiras de Direito Civil, Administrativo e Internacional.
Foi ministro do Tribunal de Contas da União (1901-1914).
Foi nomeado ministro do Supremo Tribunal Federal em 1915.

## Homenagens
Em homenagem à sua memória foi dado o nome de “Ministro Viveiros de Castro” a uma rua do bairro de Copacabana, no estado do Rio de Janeiro.